# Roberto Madrazo

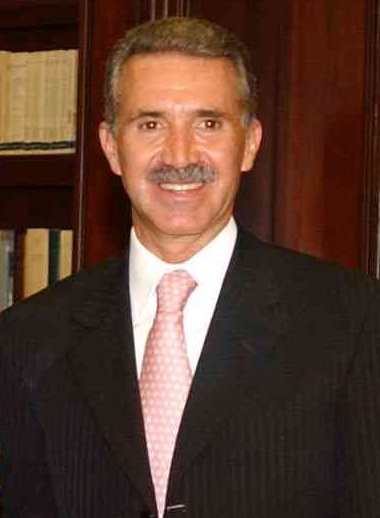
Roberto Madrazo

Roberto Madrazo Pintado (* 30. Juli 1952 in Villahermosa) ist Anwalt und mexikanischer Politiker der Partido Revolucionario Institucional (PRI).

## Leben
Madrazo Pintado studierte Rechtswissenschaften an der Universidad Nacional Autónoma de México und der University of California. Von 1995 bis 2000 war er Gouverneur des Bundesstaates Tabasco.
Nachdem Arturo Montiel Rojas, der eigentliche Präsidentschaftskandidat der PRI seit August 2005, im Oktober darauf wegen Vorwürfen der illegalen Bereicherung seine Kandidatur niederlegte, wurde Madrazo Pintado bei Parteiwahlen zu dessen Nachfolger in der Bewerbung um das Präsidentenamt bestimmt. Bei der Präsidentschaftswahl 2006 landete er mit 22,26 Prozent der Wahlstimmen abgeschlagen hinter Felipe Calderón und Andrés Manuel López Obrador auf dem dritten Platz.
Im Herbst 2007 wurde Madrazo wegen Sportbetrugs beim Berlin-Marathon disqualifiziert und auf Lebenszeit gesperrt, nachdem er den Lauf zuerst als Bester in seiner Altersklasse gewonnen hatte. Er hatte von Kilometer 20 bis 35 eine Abkürzung genommen, was erst durch die Überprüfung der Zwischenzeiten seines ChampionChips auffiel.